# Odorrana huanggangensis
Odorrana huanggangensis é uma espécie de anfíbio anuro da família Ranidae. Está presente na China. A UICN classificou-a como pouco preocupante.